# Tetragnatha nitidiventris
Tetragnatha nitidiventris là một loài nhện trong họ Tetragnathidae.
Loài này thuộc chi Tetragnatha. Tetragnatha nitidiventris được Eugène Simon miêu tả năm 1907.